# Hugo Mayo
Pour les articles homonymes, voir Mayo.
Miguel Augusto Egas Miranda, connu artistiquement sous le pseudonyme d'Hugo Mayo, est un écrivain et poète équatorien, né le 24 novembre 1895 à Manta et mort le 5 avril 1988 à Guayaquil.
Ayant développé la majeure part de son œuvre à Guayaquil, il fait partie de l'avant-garde littéraire de l'Équateur durant la première moitié du XXe siècle et son style est considéré comme ultraïste. Il est le frère aîné du poète José María Egas.

## Biographie

### Enfance et formation
Fils de don Carlos Egas Rodriguez et de doña Rosalia Miranda Alarcón, il est né à Manta dans la province de Manabí dans une famille cultivée. Son père avait été professeur et président du Conseil de Santa Ana tandis que son oncle Miguel Egas Cabezas était médecin, membre de l'académie équatorienne de Langue et recteur de l'Université Centrale. Miguel Augusto débute comme élève à l'école d'Art et Offices de Manta mais il suit ses parents qui déménagent en 1908 à Guayaquil avec son frère et sa sœur. Il y suit les cours au collège Vicente Rocafuerte alors que son père décède à Manta. Il obtient son baccalauréat en 1914 et initie des études de droit mais ne va pas plus loin que la cinquième année à la suite d'une bagarre physique avec un enseignant,. Ce caractère difficile le suivra toute sa vie, au point d'être surnommé comme «le fou en liberté dans les rues de Guayaquil».

### Poète avant-gardiste
Il publie ses premiers poèmes dès 1916 comme secrétaire de rédaction de la revue Renacimiento fondée cette même année par son frère José María Egas et José Antonio Falconí Villagómez. C'est à cette époque qu'il s'imprègne de littérature française. Il écrit dès lors dans diverses revues dès 1918 et découvrant le courant Ultraiste par la revue Cervantes, il adopte tout suite ce courant, prend le pseudonyme de Hugo Mayo et devient ainsi le premier poète ultraiste équatorien. Mais cela ne lui suffit pas, boulimique d'écriture, il crée sa première revue, du nom de Singulus en 1921 mais dont l'existence sera éphémère en collaboration avec Rubén Irigoyen. Ensuite, il participera avec Aurora Estrada et Ayala au lancement de la revue Proteus qui elle aussi ne durera que peu de temps. Il fonde ensuite la revue Motocicleta en janvier 1924,. Cette revue voit passer des textes d'auteurs aussi célèbres que les chiliens Vicente Huidobro et Pablo Neruda, le péruvien César Vallejo, les français Guillaume Apollinaire, Jean Cocteau et Paul Eluard. On y trouve aussi un temps des textes de l'italien Filippo Tommaso Marinetti jusqu'à ce que Mayo lui interdise l'accès à la publication à la suite de ses positions en faveur du Fascisme. Mayo publiera beaucoup ensuite dans Savia à partir de 1927. Il sera d'ailleurs un des trois lauréat de cette revue cette même année avec Avellán Ferrés, et María Luisa Lecaro à Guayaquil. Proche des mouvements de la gauche internationale et anti-impérialiste, il commence une phase d'écriture plus sociale.
Bien qu'il ait écrit la majorité de ses poèmes alors qu'il vivait à Guayaquil, la plupart de ses écrits ont été publiés hors de l'Équateur,. Peu connu alors dans son propre pays car jugé extravagant, fou ou dangereux par les lettrés plus conventionnels, la fréquentation de tous les illustres poètes avec qui il a travaillé et qui ont aidé à faire connaître son œuvre, lui permet d'être vite reconnu comme un des meilleurs poète de son temps dans des pays comme l'Argentine et le Pérou, et reconnu en Europe. C'est ainsi qu'il publie notamment dans Creación, Cervantes (publié à Madrid), Ultra, Grecia (publié en Espagne à Séville), Tablero, El Camino, Amauta (péruvienne), Pegaso, Circunvalación, Philelia (publié à Cuenca en Équateur) ou encore Cine Radial,.

### Vers l'oubli
En 1933, il soutient la candidature à la présidence de son ami poète Pablo Hanníbal Vela qui sera très largement battu par le libéral Juan de Dios Martínez Mera. Début 1935, son épouse décède d'une maladie non identifiée. Il épousera en 1941 en secondes noces Genoveva Echeverría. En 1944, il est nommé Secrétaire général des Douanes et conservera cette position jusqu'en 1950. Publiant très peu durant cette période, il se fait oublier des plus jeunes écrivains.

### Retour et reconnaissance
Ce n'est qu'à partir de 1952 qu'il recommence réellement à écrire et en 1959, il obtient le 3è prix au concours national de poésie du quotidien El Telegrafo. Professionnellement, il changera à plusieurs reprises de poste dont l'un à la Direction provinciale des Recettes.
Il reçoit une décoration nationale pour l'ensemble de son œuvre le 25 juin 1970 et cette même année il fait partie des auteurs présentés dans le livre référence Siete poetas del Ecuador de Rodrigo Pesántez Rodas,. Ces œuvres sont dispersées entre des dizaines de publications et de revues et ce n'est que dans les soixante-dix qu'il accepte de publier des recueils, à la demande insistante de sa deuxième épouse qui décèdera en 1974. Ainsi en 1973, il publie El regresso comme le premier volume de son travail d'une vie à l'intention des nouvelles générations littéraires équatoriennes. Son second recueil de poèmes, Poemas de Hugo Mayo sera un véritable succès. Il enchaînera dès lors les publications et recueils de ses œuvres.
En 1976, le directeur national de la Casa de la Cultura Ecuatoriana lui attribue la médaille du Mérite Littéraire. En 1987, il est fait Docteur Honoris Causa de l'université laïque Eloy Alfaro de Manabí (Uleam) .

### Décès
Il travaillait encore à la Direction des Recettes lorsqu'il chute et se casse la hanche. Opéré, mais fatigué, son état physique se dégrade avec une complication pulmonaire et une hernie inguinale. Il meurt le 4 avril 1988 à l'Hospital del Seguro Social. Le jour suivant, une chapelle ardente fut levée dans la Maison de la Culture pour accueillir les derniers adieux au poète enfin reconnu dans son pays.

Le plus célèbre de ses livres El zaguán de aluminio, qui a d'abord été écrit en 1921 mais publié en 1982. Le livre devait être publié en 1922 mais l'unique exemplaire a été perdu ou volé chez l'imprimeur. Dans l'introduction de la version de 1982, il écrit 

« Les originaux de El Zaguán de aluminio ont été perdus il y a longtemps. Ce dont je me souviens le plus sur ces poèmes sont ici. Si quelque lecteur hypocrite a une copie de ces vieux vers, peut-il m'oublier si je me trompe, c'est quelque chose de la mémoire, de parti avec les années, et de la destinée. »

## Style
Il a fait partie de l'avant-garde littéraire de l'Équateur durant la première moitié du siècle XX, et son style était considéré comme ultraïste,. Il était considéré comme le plus grand poète dadaïste équatorien notamment pour sa période 1919-1933 qui correspond à sa première phase d'écriture, la plus dadaïste et probablement le plus radical des dadaïste. Il plaçait dans sa poésie des expérimentations comme l'utilisation de lyrique de l'absurde ou l'utilisation de l'humour ou de l'ironieavec parfois des innovations dans les adjectifs ou de néologismes ou en utilisant de la métaphore pure (voir la biographie écrite par J. R. Fernandez de Cano pour plus de précisions). Tout au long de sa carrière, il a été un des avant-gardistes de la poésie sud-américaine en promouvant notamment les différents courants tels que le créationnisme, l'ultraisme. la seconde phase de cette période le voit plus expérimenter l'estridentisme et l'indigenisme. Cette seconde phase nativiste est marquée par la fusion d'éléments ruraux, quotidiens avec des procédés surréalistes où se côtoient plus le monde des rêves, des songes des visions et de l'imagination,.
Au-delà de ces aspects stylistiques, il passe de la première partie de cette période avec l'expérimentation avant-gardiste, à une période plus nativiste et pour finir peu à peu de 1927 à 1943 à une poésie militante socialement avec des poèmes tels que Poemas de la revolucion 1, 2, 3, 4 ou Pueblo de siglo nuevo.
De 1934 à 1952 est une période plus silencieuse de l'artiste, où se détachent surtout les deux poèmes Llegan las primeras lluvias de 1943 et Mar Ancho de 1944 où il se montre beaucoup plus narratif, natif, rural et sur un ton agraire et humain pour faire de sa poésie une poésie sociale prenant fait et cause pour les plus pauvres, un  peu comme une continuité de sa dernière phase.
Sa véritable deuxième période prolifique d'écriture se situe entre 1952 et 1972 et la troisième entre 1973 à son décès. Pour cette dernière période, ce sera surtout le temps des recueils.
La deuxième période (1952-1972), prolifique en écrit se distinguera en deux groupes de poèmes, ceux associés encore à tendance avant-gardiste, et le groupe où le social est fortement présent. Selon sa spécialiste Jackelin Verdugo Cardenas, les poèmes Cineo, el labrador ou Sepello del papagayo K sont du premier groupe et Susurro y son de un niño ou Para el agua una canción dans le deuxième groupe.
L'Encyclopédie de Princeton de la Poésie et des Poètes le présente comme «une des plus influentes figure du 20e siècle».

## Nom de plume
Il prend comme nom de plume « Hugo Mayo » en 1921 et conserve ce nom pour le reste de sa vie. Le prénom « Hugo » était un hommage à Victor Hugo, dont il était un grand admirateur, et le mot « Mayo » était pour le mois de mai, le mois du printemps en Europe[pourquoi ?].

## Famille
La poétesse urugayenne Edgarda Cardenazzi voulut l'épouser en 1922 mais Hugo Mayo lui préféra une jeune femme de Guayaquil, Teresa Orellana Villavicencio avec qui il eut un fils.
En 1942, son fils, Miguel Augusto Egas Orellana, avec son essai "La Poética ecuatoriana del 900 hasta nuestros días" gagne le Premièr Prix d'essais organisé par le Collège National Vicente Rocafuerte où il suivait le cycle de deuxième année de Sciences Philosophico-Sociales". Dans cet essai, Egas Orellana trace un parcours historique de la poésie en Amérique et en Équateur. Selon lui, la poésie est révolutionnaire à partir de 1925 même si, conclut-il, il n'existait pas encore de poésie équatorienne. Cet essai est très intéressant parce que, bien sûr, il écrit sur son père, Hugo Mayo.
Hugo Mayo était aussi le frère d'un autre poète équatorien, José María Egas, qui fut reconnu en son temps et lauréat de multiples prix, qui a même vu la rue où ils sont nés porter son nom mais dont les œuvres n'ont eu que peu d'influences. Chez les frères Egas, il y a eu celui qui devint le poète national (José María) et celui qui sera reconnu internationalement (Hugo Mayo). Dans une interview où un journaliste lui demandait ce qu'il pensait de l’œuvre de son frère, Hugo Mayo répondit sans détour que cela lui provoquait de la répugnance.

## Œuvres littéraires
- El regreso (1973)[2].
- Poemas de Hugo Mayo (1976)[2].
- El zaguán d'aluminio (1982)[3].
- Chamarasca (1984)[2].
- Collección la rosa de papel (1986)
- El puño en alto (publication posthume) (1992)[2].

## Héritage
- Une rue porte le nom de Hermanos Egas en l'honneur des deux frères poètes à Manta (Équateur)
- Dans cette même rue, une statue représente le poète Hugo Mayo assis sur un banc
- Les rencontres littéraires Encuentro Literario Papagayo K qui ont eu lieu au moins en octobre 2017[20]
- Le nom de El Zaguán de Aluminio a été donné à une de théâtre du groupe La Trinchera et qui a été interprétée par Rocío Reyes en monologue[21]
- L'artiste plastique dada Freddy Fiallos a peint une fresque murale

- Une salle littéraire porte le nom de Sala Literaria Hugo Mayo à Montecristi et a été inaugurée en septembre 2019 sous l'égide du Ministère de la Culture et du Patrimoine équatorien[22]